# مونتي شينغولو (مدينة)
مونتي شينغولو (بالإسبانية: Monte Chingolo)‏ هي منطقة سكنية تقع في الأرجنتين في Lanús Partido. يقدر عدد سكانها بـ 85,060 نسمة وترتفع عن سطح البحر 9 متر.